# Arbeitsstudium
Arbeitsstudium ist die Bezeichnung für die Anwendung von Methoden, Kenntnissen und Erfahrungen mit der Untersuchung und dem Design von Arbeitssystemen mit den Zielen
- Arbeit den Bedürfnissen des Menschen anzupassen
- Arbeit der Leistungsfähigkeit des Menschen anzupassen
- die Wirtschaftlichkeit der Organisation zu verbessern.[1]

## Schwerpunkte
Im deutschsprachigen Raum ist der REFA-Verband die führende Organisation in der Sammlung und Vermittlung von Arbeitsstudienwissen. Die verfolgten Schwerpunkte sind nach der Darstellung des REFA-Verbandes:
- Datenermittlung – Die Methoden und Verfahren, mit denen Daten ermittelt werden, welche die Grundlage für das Arbeitsstudium bilden.
- Kostenrechnung – Die Methoden und Verfahren, auf denen Kostenrechnung basiert. Dieses Teilgebiet überschneidet sich stark mit der Betriebswirtschaftslehre und wurde zu großen Teilen von dort übernommen.
- Arbeitsgestaltung – Das Design der Systemelemente, so dass die Ziele des Arbeitsstudiums erreicht werden können.
- Anforderungsermittlung – Die Analyse der Anforderungen, die ein Arbeitssystem an die Arbeitsperson stellt.
- Anforderungs- und leistungsgerechte Entgeltdifferenzierung – Die Grundlage für eine Entgeltfindung schaffen, welche die Anforderungen an die Kenntnisse und Fähigkeiten einer Arbeitsperson genauso berücksichtigt, wie die Leistung, die diese Arbeitsperson erreicht.

## Grundlagen des Arbeitsstudiums
Nach der Zielsetzung ist das Arbeitsstudium naturgegeben ein interdisziplinäres Forschungsgebiet. Die Grundlagen sind über ein breites Gebiet verteilt. So mischen sich im Arbeitsstudium nach Darstellung des REFA-Verbandes
- Arbeitswissenschaft, allen voran die Ergonomie, Arbeitspsychologie und die Arbeitspädagogik
- Betriebswirtschaftslehre für die Kostenrechnung, Kostenvergleichsrechnung und weitere betriebswirtschaftliche Methoden
- Statistik als mathematische Grundlage der Datenanalyse und -synthese
- Sozial- und Rechtswissenschaften für die Stellung des Menschen im betrieblichen und sozialen Zusammenhang
- Technologien, welche sich mittelbar oder unmittelbar in den Arbeitssystemen befinden

hinzu kommen die
- Methoden des Arbeitsstudiums, die diese Wissens- und Kenntnisgebiete strukturiert miteinander verbinden und so erst ein Gesamtwissensgebiet begründen.